# Ambassaden (teater)
Ambassaden var et teater beliggende i Rosensgade i Aarhus. 
Ambassaden åbnede januar 2012 i Rosensgade 11 i Aarhus, der tidligere har dannet rammerne for bl.a. teatret Svalegangen, Byens Åbne Scene og Teater Katapult. Repertoiret beskrives som Rock'n Roll-scenekunst. Ambassaden ledtes af teaterleder Mette Rønne, derefter Nønne Mai Svalholm, der selv blev efterfulgt af Rikke Pedersen, teateret fik således skiftet leder tre gange på to et halvt år.
Teateret lukkede i 2016 pga. manglende økonomisk opbakning, efter en støttefest året før forsøgte at redde det.